# Легенда (фільм, 2015)
«Легенда» (англ. Legend) — британсько-французький біографічний трилер режисера і сценариста Браяна Гельґеланда, що вийшов 2015 року. У головних ролях: Том Гарді, Емілі Браунінг, Крістофер Екклстон. Стрічку створено на основі роману «Професія насильства: Піднесення і падіння близнюків Крей» Джона Пірсона (англ. The Profession of Violence: The Rise and Fall of the Kray Twins, 1995).
Прем'єра фільм відбулася 9 вересня 2015 року у Великій Британії. В український кінопрокат стрічка вийшла 1 жовтня 2015 року.. Українською мовою фільм дубльовано студією «AAA-Sound» на замовлення кінокомпанії «Перекит Фільм» у 2015 році.

## Сюжет
У середині 1960-х років у Лондоні кримінальним світом керували брати-близнюки Ронні і Реджі Крей, вони контролювали Іст-Енд, Вест-Енд і периферію. Брати займалися рекетом, боролися зі своїми конкурентами з південного Лондона, а також робили справи з американською мафією.

## Творці фільму

### Знімальна група
Кінорежисер — Браян Гельґеланд, сценаристом був Браян Гельґеланд, кінопродюсерами — Тім Беван, Кріс Кларк, Квентін Кертіс, Ерік Феллнер і Браян Олівер, виконавчими продюсерами — Майкл Бессік, Олів'є Курсон, Рон Галперн, Кейт Соломон, Тайлер Томпсон і Крістофер Вудро. Композитор: Картер Барвелл, кінооператор — Дік Поуп, кіномонтаж: Пітер Макналті. Підбір акторів — Люсінда С'юсон, художник-постановник: Том Конрой, артдиректор: Ґарет Казінс, Марко Антон Рестіво і Патрік Рольф, художник по костюмах — Керолайн Гарріс.

### У ролях
| Актор              | Роль                                                                   |
| ------------------ | ---------------------------------------------------------------------- |
| Том Гарді          | Рональд Крей і Реджинальд Крей, близнюки, британські бандити 1950–1960 |
| Емілі Браунінг     | Френсіс Ши, дружина Реджинальда                                        |
| Крістофер Екклстон | Леонард «Злодюжка» Рід, детектив                                       |
| Колін Морган       | Френкі Ши, старший брат Френсіс                                        |
| Девід Тьюліс       | Леслі Пейн, управляючий справами братів Крей                           |
| Тарон Еджертон     | Едвард «Божевільний Тедді» Сміт, гей-психопат                          |
| Чез Палмінтері     | Анджело Бруно, голова філадельфійської мафії                           |
| Пол Андерсон       | Альберт Донохью                                                        |
| Кевін МакНеллі     | Гарольд Вільсон                                                        |
| Алекс Фернс        | Маклін                                                                 |
| Міллі Бреді        | Джоан Коллінc                                                          |
| Пол Беттані        | Чарлі Річардсон                                                        |

Українською мовою фільм дубльовано студією «AAA-Sound». Закадровий український текст читали Дмитро Завадський, Юлія Перенчук, Юрій Ребрик, Андрій Альохін, Ірина Грей, Олександр Єфімов та інші.

## Сприйняття

### Оцінки
Фільм отримав позитивні відгуки: Rotten Tomatoes дав оцінку 59 % на основі 44 відгуків від критиків (середня оцінка 6/10). Загалом на сайті фільми має негативний рейтинг, фільму зарахований «гнилий помідор» від кінокритиків, Internet Movie Database — 7,5/10 (7 139 голосів), Metacritic — 59/100 (10 відгуків критиків). Загалом на цьому ресурсі від критиків фільм отримав змішані відгуки.

### Касові збори
Під час показу у Великій Британії, що розпочався 11 вересня 2015 року, протягом першого тижня фільм показали у 522 кінотеатрах і він зібрав $8 008 077, що на той час дозволило йому зайняти 1-ше місце серед усіх прем'єр. Станом на 1 жовтня 2015 року показ фільму триває 3 тижні і за цей час зібрав у прокаті у Великій Британії 20 162 977 доларів США.

### Виноски
1. 1 2  Legend: Release Info (англ.). Internet Movie Database. Архів оригіналу за 16 вересня 2015. Процитовано 27 вересня 2015.
2. 1 2  Легенда. Kino-teatr.ua. Архів оригіналу за 7 жовтня 2015. Процитовано 27 вересня 2015.
3. 1 2  Legend (англ.). Internet Movie Database. Архів оригіналу за 16 вересня 2015. Процитовано 27 вересня 2015.
4. ↑  Книга «Професія насильства» на сайті Amazon. [Архівовано 8 листопада 2018 у Wayback Machine.] (англ.)
5. 1 2  Legend: Full Cast & Crew (англ.). Internet Movie Database. Архів оригіналу за 2 жовтня 2015. Процитовано 27 вересня 2015.
6. ↑  Юлія Купріна (2 жовтня 2015). Прем’єра тижня: «Легенда». І ще три кримінальні трилери з елементами драми й екшену. Forbes.ua. Архів оригіналу за 5 жовтня 2015. Процитовано 18 жовтня 2015.
7. ↑  Legend (англ.). Rotten Tomatoes. Архів оригіналу за 14 листопада 2015. Процитовано 27 вересня 2015.
8. ↑  Legend (англ.). Metacritic. Архів оригіналу за 12 вересня 2015. Процитовано 27 вересня 2015.
9. ↑  Legend — United Kingdom Weekend Box Office (англ.). Box Office Mojo. Архів оригіналу за 23 вересня 2015. Процитовано 1 жовтня 2015.